# Gui Haichao
Gui Haichao (in cinese: 桂海潮; Yunnan, Novembre 1986) è un astronauta cinese.
Nel 2023 ha preso parte alla sua prima missione spaziale, la Shenzhou 16, durante la quale ha trascorso sei mesi a bordo della Stazione spaziale Tiangong con il ruolo di Specialista di carico. Al momento del lancio è diventato il primo civile ad essere lanciato in una missione spaziale con equipaggio cinese.